# ملك محمد
زينب محمد الجندي (1902 - 28 مارس 1983) مغنية مصرية راحلة.

## المسيرة الفنية
بدأت كمغنية عام 1925 عندما كانت تغني الطقاطيق والأدوار بين فصول مسرحيات فرقة عكاشة و في ديسمبر 1925 اشتركـت بالغناء في مسرحيات فرقة الجزايرلي وفوزى منيب بمسرح البسفور.
في سبتمبر 1926 انضمت كمطربة وممثلة إلى فرقة أمين صدقي ثم عادت إلى تختها لتغني الطقاطيق بكازينو البوسفور ولتحيي حفلات الجمعيات الخيرية. كونت بعد ذلك فرقة خاصة بها للغناء والتمثيل المسرحي وكانت تقدم أعمالها على مسرح البوسفور عام 1930 ومن هذه المسرحيات: الطابور الأول، طرزان يجد أم أحمد، مايسة، مدام بترفلاي.
و بعد ذلك استأجرت قطعة أرض كانت مملوكة للأميرة شويكار وأقامت عليها مسرحاً أطلـقت عليه مسرح أوبرا ملك وافتتحته يوم 10 يناير 1941 بأوبريت عروس النيل وظلت ملك تعمل في المجال الفني حتى توقفت نهائيًا عام 1952 بعد حريق القاهرة الذي دمر مسرحها تدميراً كامل.